# Stazione di Naruo
La stazione di Naruo (鳴尾駅?, Naruo-eki) è una stazione ferroviaria della città di Nishinomiya nella prefettura di Hyōgo in Giappone. Dista 10,8 km ferroviari dal capolinea di Umeda.

## Linee
Ferrovie Hanshin
■ Linea principale Hanshin

## Struttura
La fermata è realizzata in superficie e dispone di due marciapiedi laterali con due binari passanti.
| 1 | ■ Linea principale Hanshin | per Amagasaki, Noda e Umeda    |
| 2 | ■ Linea principale Hanshin | per Sannomiya, Akashi e Himeji |

## Stazioni adiacenti
| «                                 | Servizio                  | »                        |
| Linea principale Hanshin          | Linea principale Hanshin  | Linea principale Hanshin |
| --------------------------------- | ------------------------- | ------------------------ |
| Mukogawa                          | Locale Espresso sezionale | Kōshien                  |
| Tutti gli altri treni non fermano |                           |                          |